# 74-es busz (Ózd)
Az ózdi 74-es jelzésű autóbuszvonal körjáratként az Autóbusz-állomás, Szenna és Tábla között húzódik, amelyet a MÁV Személyszállítási Zrt. üzemeltet.

## Története
A 74-es helyijárat a Volánbusz Zrt. üzemeltetése alatt jött létre, mely a helyi buszállomás és Szenna között közlekedett Tábla érintésével, a hét minden napján több alkalommal, helyettesítve 7-es és 4-es járatokat. A 2022-es vonalhálózati átszervezésében továbbalakult, és a helyi buszállomásról indulva Szennát és Táblát körjáratként kapcsolja össze, útja során érintésébe veszi Ózd, Ózd alsó vasútállomásokat is.
A 2022-ben bevezetett számozási rendszer értelmében a 74-es jelzés a központ és Szenna közötti 7-es és a központ és Tábla közötti 4-es buszok összevont járatát jelöli, a 74-esek üzemidején kívül ezen járatok vehetőek igénybe. Párja a 47-es busz, mely ugyanezen útvonalon közlekedik, csak elsőként Tábla feltárásával.

## Útvonala
| Autóbusz-állomás ➝ Szenna ➝ Új köztemető ➝ Autóbusz-állomás | Ellentétes irányban a 47-es helyijáratok közlekednek. |
| --- | ----------------------------------------------------- |
| Autóbusz-állomás ➝ Munkás út ➝ Jászi Oszkár út ➝ Volny József út ➝ Akácos út ➝ Velencetelep ➝ Damjanich út ➝ Szenna, autóbusz-forduló ➝ Damjanich út ➝ Kőalja út ➝ Rozsnyói út ➝ Új köztemető ➝ Rozsnyói út ➝ Kőalja út ➝ Petőfi Sándor út ➝ Velencetelep ➝ Volny József út ➝ Jászi Oszkár utca ➝ Munkás út ➝ Autóbusz-állomás | Ellentétes irányban a 47-es helyijáratok közlekednek. |

## Közlekedése
Az autóbuszjáratok a hét minden napján közlekednek délutánonként, egy irányban.
| Viszonylat                                                  | Indításszám | Közlekedési rend |
| ----------------------------------------------------------- | ----------- | ---------------- |
| Autóbusz-állomás ➝ Szenna ➝ Új köztemető ➝ Autóbusz-állomás | 2 oda       | munkanapokon     |
| Autóbusz-állomás ➝ Szenna ➝ Új köztemető ➝ Autóbusz-állomás | 1 oda       | hétvégén         |

### Járművek
Az autóbuszvonalon kizárólag szóló autóbuszok ingáznak, melyek legtöbbje Ikarus V134 és Volvo típusú gépjárművek, de alkalmanként helyközi forgalomban részt vevőek is megfordulnak.

## Megállóhelyei
| 0  | Autóbusz-állomás végállomás | 0.0 km  | 0  | 1, 2, 2A, 3, 4, 6, 7, 8, 12, 20A, 21, 26, 47, 68, 76, 78 1031, 1034, 1051, 1369, 1384, 1411 3410, 3770, 3773, 4101, 4102, 4104, 4140, 4145, 4147, 4148, 4150, 4151, 4153, 4155, 4157, 4158, 4160, 4161, 4180, 4185, 4186 |
| 1  | Gyujtó tér                  | 0.3 km  | 1  | 2, 2A, 4, 6, 7, 8, 12, 20, 20A, 21, 23, 26, 47, 63, 68, 76, 78 4102 |
| 2  | Vasútállomás                | 1.2 km  | 3  | 4, 7, 8, 12, 21, 47, 68, 76, 78 1369, 1384, 1410, 1411 3770, 3773, 4104, 4140, 4145 személyvonat – Ózd (92) |
| 3  | Velence Étterem             | 1.8 km  | 5  | 4, 47, 76, 78 4104 |
| 4  | Damjanich utca 90.          | 2.5 km  | 6  | 7, 47, 76, 78 |
| 5  | Damjanich utca 136.         | 3.1 km  | 7  | 7, 47, 76, 78 |
| 6  | Szenna, fűszerbolt          | 3.7 km  | 9  | 7, 47, 76, 78 |
| 7  | Szenna, autóbusz-forduló    | 4.3 km  | 10 | 7, 47, 76, 78 |
| 8  | Szenna, fűszerbolt          | 4.9 km  | 11 | 7, 47, 76, 78 |
| 9  | Damjanich utca 136.         | 5.5 km  | 13 | 7, 47, 76, 78 |
| 10 | Damjanich utca 90.          | 6.1 km  | 14 | 7, 47, 76, 78 |
| 11 | Velence Étterem             | 6.8 km  | 15 | 4, 7, 47, 76, 78 4104 |
| 12 | Kőalja út 62.               | 7.2 km  | 16 | 4, 47 4104 |
| 13 | Kossuth Lajos utca          | 7.7 km  | 18 | 4, 47 4104 |
| 14 | Kőalja út 140.              | 8.1 km  | 20 | 4, 47 4104 |
| 15 | Ózd alsó megállóhely        | 8.7 km  | 21 | 4, 47 1369, 1384, 1410, 1411 3770, 3773, 4104, 4140, 4145 személyvonat – Ózd alsó (92) |
| 16 | Móricz Zsigmond utca        | 9.1 km  | 23 | 4, 47 4104, 4140, 4145 |
| 17 | Új köztemető                | 9.7 km  | 25 | 4, 47 4104 |
| 18 | Móricz Zsigmond utca        | 10.2 km | 27 | 4, 47 4104, 4140, 4145 |
| 19 | Ózd alsó megállóhely        | 10.7 km | 29 | 4, 47 1369, 1384, 1410, 1411 3770, 3773, 4104, 4140, 4145 személyvonat – Ózd alsó (92) |
| 20 | Kőalja út 140.              | 11.3 km | 30 | 4, 47 4104 |
| 21 | Kossuth Lajos utca          | 11.7 km | 32 | 4, 47 4104 |
| 22 | Kőalja út 62.               | 11.6 km | 34 | 4, 47 4104 |
| 23 | Velence Étterem             | 12.6 km | 35 | 4, 7, 47, 76, 78 4104 |
| 24 | Vasútállomás                | 13.2 km | 37 | 4, 7, 8, 12, 21, 47, 68, 76, 78 1369, 1384, 1410, 1411 3770, 3773, 4104, 4140, 4145 személyvonat – Ózd (92) |
| 25 | Gyujtó tér                  | 14.1 km | 39 | 2, 2A, 4, 6, 7, 8, 12, 20, 20A, 21, 23, 26, 47, 63, 68, 76, 78 4102 |
| 26 | Autóbusz-állomás végállomás | 14.4 km | 40 | 1, 2, 2A, 3, 4, 6, 7, 8, 12, 20A, 21, 26, 47, 68, 76, 78 1031, 1034, 1051, 1369, 1384, 1411 3410, 3770, 3773, 4101, 4102, 4104, 4140, 4145, 4147, 4148, 4150, 4151, 4153, 4155, 4157, 4158, 4160, 4161, 4180, 4185, 4186 |